# Urophycis brasiliensis
La brótola (Urophycis brasiliensis) es una especie de pez de la familia Phycidae.
Se trata de una especie marina, de 40 a 60 cm de longitud, de boca ancha, lomo de color pardo oscuro y vientre amarillento.

## Hábitat
Habita el litoral marítimo argentino y uruguayo, con mayor preponderancia en toda la costa de la provincia de Buenos Aires y el Río de la Plata hasta la costa oceánica del departamento de Rocha en Uruguay. Es común que se lo encuentre en lugares rocosos como por ejemplo: el fondo de los muelles de pesca, alrededor de barcos encallados, y otros lugares donde el lecho del mar sea de característica rocosa. De allí obtiene su alimentación y es común que se adapte a una variada diversidad de elementos orgánicos como también de tipo no orgánicos, según se puede comprobar al abrir su aparato digestivo.

## Como alimento
Está considerado como uno de los peces más finos de la zona que habita, debido a la exquisitez de su carne. Así mismo, y según algunos gourmets, su hígado y su buche son de un apreciable sabor.
Está recomendado para los enfermos, los débiles, y los niños, por su carne sumamente digerible, blanca y sabrosa.
Posee alta cantidad de proteínas, ácidos grasos (omega 3, omega 9), fósforo y otros componentes de valioso contenido nutricional.